# Der Zündholzkönig – Der Fall Ivar Kreuger
Der Zündholzkönig – Der Fall Ivar Kreuger ist ein deutsches Fernsehspiel aus dem Jahre 1967 von Robert A. Stemmle mit Peter van Eyck in der Titelrolle. Es war der erste deutsche Fernsehfilm des bis dahin international tätigen Kinofilmstars.

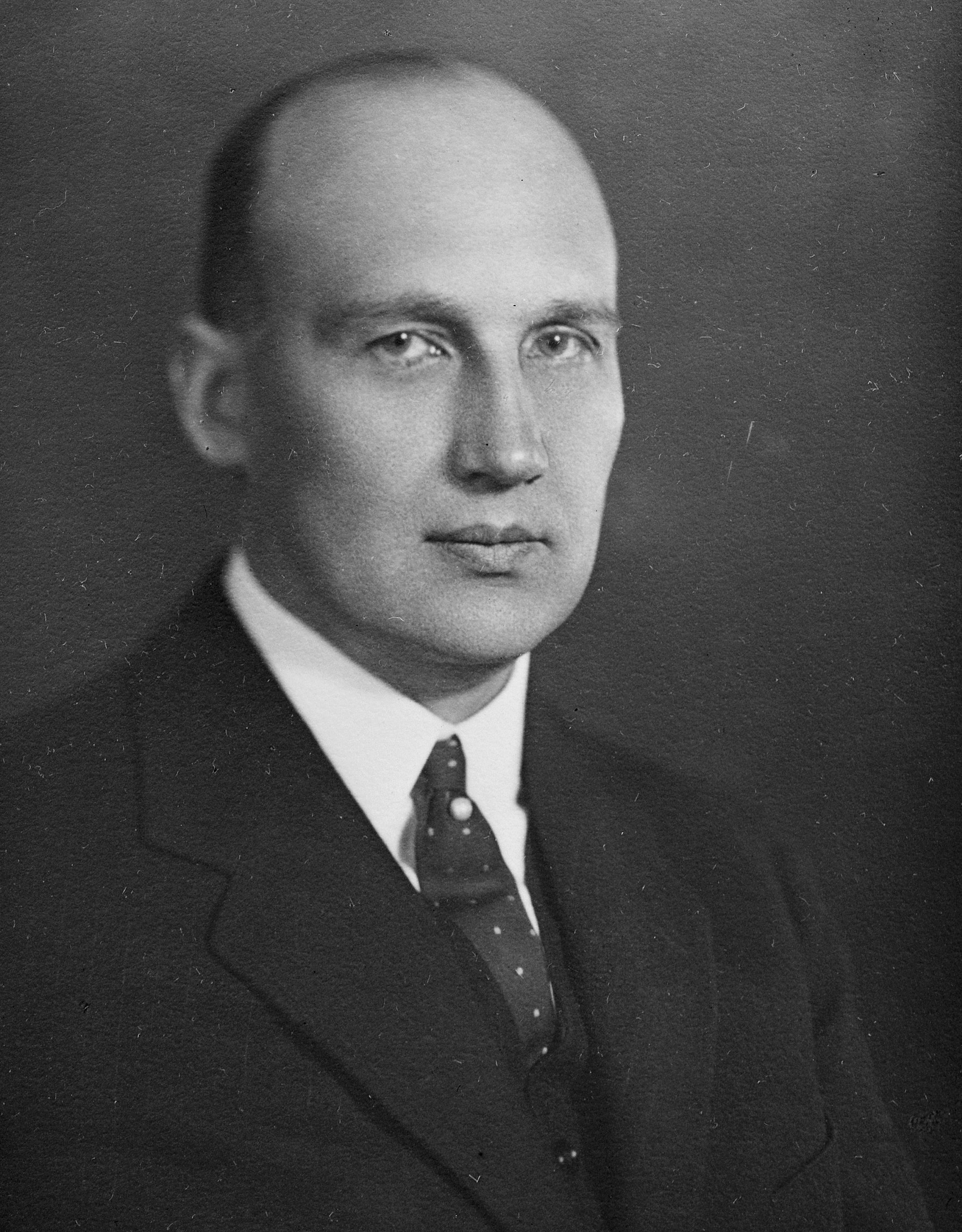
Zündholzkönig Ivar Kreuger

## Handlung
Der Aufstieg und Fall des schwedischen Streichholzmagnaten wird hier nachgestellt. Ivar Kreuger tritt in die Fußstapfen seines Vaters, der sich bereits im 19. Jahrhundert durch die Produktion von Zündhölzern in Schweden einen Namen gemacht hat. Die Geschichte steigt erst in den 1920er Jahren ein. Der Erste Weltkrieg hat die Nationen ausgeblutet, auch finanziell. Deutschland und Frankreich benötigen dringend Geld und zwar in Millionenhöhe. Kreuger kann ihnen diese Kredite gewähren, denn dank seiner immensen Investitionen und einem verschachtelten, kaum noch zu durchblickenden Firmenimperium ist er reich und mächtig geworden. Seine Erfolgsstory: Er hat sich selbst unentbehrlich gemacht, und in vielen Ländern dieser Welt hat er bereits durchgesetzt, dass ausschließlich Kreuger-Zündhölzer vertrieben werden dürfen. Kreugers uferlose Think-Big-Politik beeindruckt auch die Banken, die, ohne sein Firmengestrüpp näher zu durchleuchten, dem schwedischen Magnaten anfänglich gern hohe Geldsummen leihen. Durch einen Millionendeal mit dem Staat Frankreich, dem er einen Kredit von 75 Millionen Dollar zu einem Zinssatz von 5 Prozent gewährt, um im Gegenzug auch hier das Zündholz-Monopol zu erhalten, scheint Ivar Kreuger auf dem Gipfel seines Ruhms als erfolgsverwöhnter Geschäftsmann.
Doch seine eigenen Finanzierungen werden immer undurchsichtiger, und sein Geschäftskonstrukt ist auf tönernen Füßen gebaut: Denn die Finanzspritzen kann der Magnat nur zum Teil mit den eigenen Firmengewinnen ermöglichen. Immer stärker gerät Kreuger in die Abhängigkeit anderer, vor allem der Banken, wo er für seine waghalsigen Engagements hohe Kredite aufnehmen muss. Um seine Finanznot abzufedern verhandelt der Schwede eines Tages sogar mit dem finanzstarken US-Bankier und Unternehmer J. P. Morgan. Doch der beginnt an der Seriosität des Zahlengewirrs Kreugerscher Finanzbuchhaltung zu zweifeln. Auch der Buchhalter Berning stößt bei seinen Buchprüfungen auf Ungereimtheiten, die Kreuger nicht beseitigen kann. Selbst Kreugers Fabrikdirektoren Krister Littorin und Sigurd Hennig, sonst stets loyal gegenüber dem nonchalanten Chef, haben mittlerweile den Durchblick verloren, da die Finanzen auf die unterschiedlichsten Firmen auf mehreren Ländern und Banken verteilt werden und Kreuger sich ungern in seine Karten blicken lässt. Bald stellt sich heraus, dass Kreugers Sicherheiten bei seinen Kreditgebern bereits mehrfach beliehen wurden. Das Imperium beginnt angesichts der Zahlungsunfähigkeit von Schuldnerstaaten wie dem Deutschen Reich, dem Kreuger 125 Millionen Dollar bei einer Tilgungslaufzeit von 50 Jahren geliehen hatte, bereits zu wanken, als die einsetzende Weltwirtschaftskrise 1929 dem fragilen Firmenkonstrukt endgültig den finalen Todesstoß versetzt …

## Produktionsnotizen
Der Zündholzkönig – Der Fall Ivar Kreuger wurde in Schwarzweiß gedreht und am 31. März 1967 um 20 Uhr im ZDF erstmals ausgestrahlt.
Die Filmbauten kreierte Hans Zehetner.

## Wissenswertes
Der Schwede Ivar Kreuger (1880–1932) (Foto rechts) entstammte einer Dynastie von Zündholzfabrikanten, die ein Weltmonopol errichten wollten. Bis weit in die 1920er Jahre hinein befand sich Kreugers Firmenpolitik stets auf dem Weg nach oben. Auf dem Höhepunkt seines Erfolgs nannte der Zündholzproduzent 260 Fabriken sein Eigen und war Herr über rund 75.000 Angestellte. Kreuger erwirtschaftete Millionengewinne, und es gelang ihm, durch eine geschickte Kreditvergabe an Staaten wie Deutschland und Frankreich dort zum einzigen Streichholz-Anbieter zu werden. Infolge der Weltwirtschaftskrise brach Kreugers verschachteltes Firmenimperium jedoch zusammen, und der schwedische Magnat steuerte durch heftige Überschuldung geradewegs in den finanziellen Ruin. Daraufhin nahm er sich 1932 das Leben.

## Kritiken
„R. A. Stemmles Film zeichnet in groben Zügen Aufstieg und Fall des schwedischen Ingenieurs Ivar Kreuger nach, der sich im Spinnennetz seiner Finanzgebarung verfing. Ein klassisches Beispiel für skrupellos operierende Abenteurer in den Zwanziger Jahren. (…) Peter van Eyck lieh Kreuger die modisch-herrenhafte Erscheinung, Stimme und seinen Charme.“

„„Der Zündholzkönig“ rekonstruiert die verqueren Finanztransaktionen eines Mannes, der einst 75 % der Weltproduktion an Zündhölzern auf sich verbuchen konnte. Wie bei einem solchen Thema nicht anders zu erwarten, spielt sich der Großteil der Handlung an Konferenztischen ab und ist überaus dialoglastig ausgefallen. Ohne ein entsprechendes Interesse an diesen Verwicklungen dürfte man da als Zuschauer schon schnell das Handtuch werfen. R. A. Stemmles Inszenierung ist versiert, seine Schauspielerführung aber recht altmodisch, da er etlichen von seinen Darstellern ein allzu theatralisches Gebaren durchgehen lässt.“